# Нис (Пандионов син)
Нис је у грчкој митологији био атински принц.

## Митологија
Био је син атинског краља Пандиона (или Дејона или Ареја) и Пилије. Његов отац се склонио од Метионида у Мегару, где је Нис и рођен. Након очеве смрти, вратио се у Атину заједно са својом браћом, Егејем, Палантом и Ликом. Тамо су отерали Метиониде и међусобно поделили власт, па је тако Нис управљао Мегаром. Са супругом Абротом је имао кћерку Скилу. Она је зарад љубави краља Миноја ишчупала пурпурни прамен из косе свог оца, јер је од тог прамена зависио његов живот. Према једном предању, због тога се Нис преобразио у врсту приморског орла, а његова кћерка у белу чапљу. Од тада, Нис у виду птице непрекидно прогони своју кћерку. Легенда која је била позната у Мегари није помињала Миноја, а Нисова кћерка се звала Ифиноја, а не Скила и била је удата за Мегареја. Касније се причало да је постојао спор између Ниса и Скирона, у коме је Еак добио право да управља Нисом, који је иначе добио име по Нису (до тада се звала Мегара), као што је рт Скилеум добио назив по његовој кћерки. Нисов гроб је приказиван у Атини.